# Caulokaempferia phutokensis
Caulokaempferia phutokensis är en enhjärtbladig växtart som beskrevs av Chayan Picheansoonthon. Caulokaempferia phutokensis ingår i släktet Caulokaempferia och familjen Zingiberaceae.
Artens utbredningsområde är Thailand. Inga underarter finns listade i Catalogue of Life.